# Tram van Valenciennes

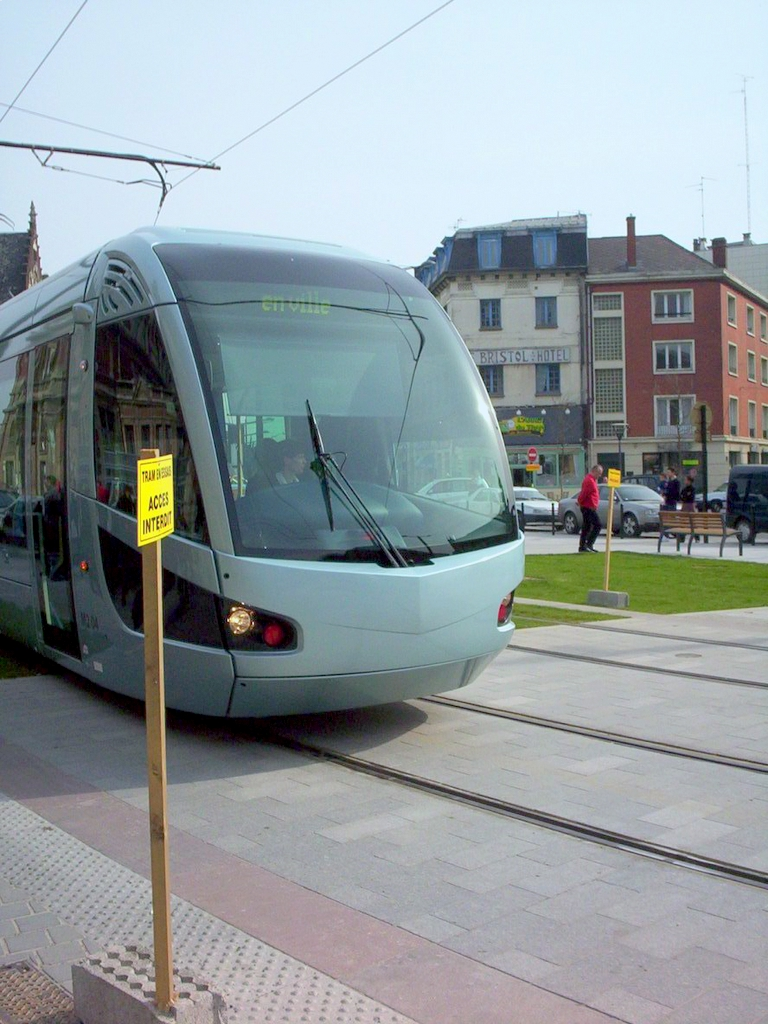
Tram van Valenciennes

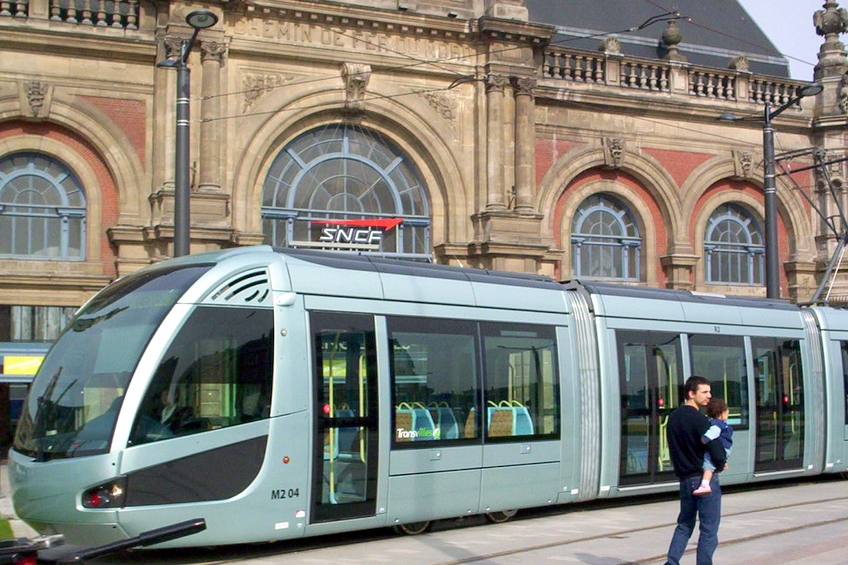
Citadis voor het centraal station van Valenciennes

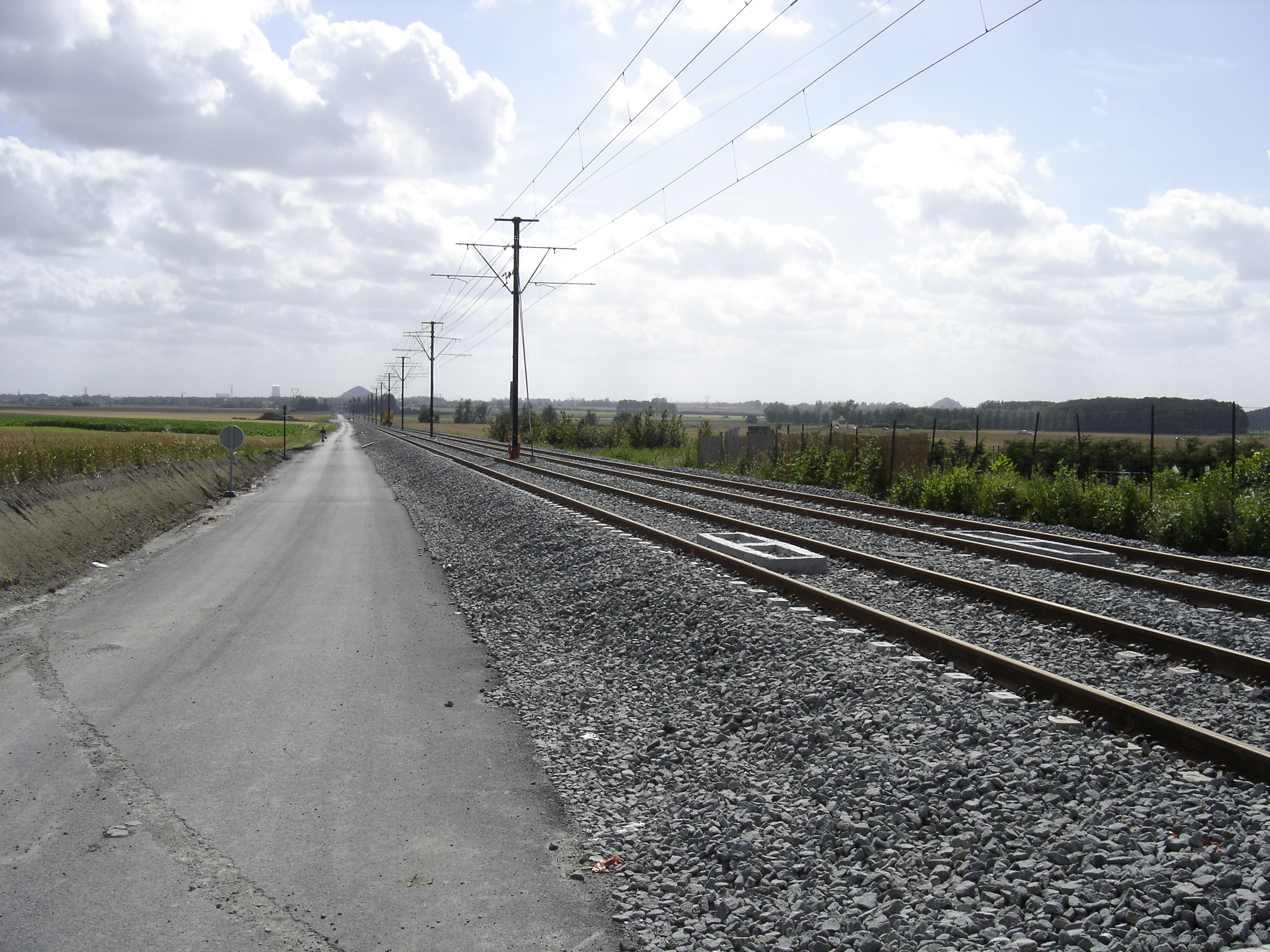
Tram van Valenciennes - Denain

De tram van Valenciennes heeft sinds 2006 een belangrijke rol in het openbaar vervoer in deze Noord-Franse stad. Op 16 juni 2006 werd het eerste deel van de eerste tramlijn 1 officieel geopend. De tramlijn is op 31 augustus 2007 vanaf het westelijke eindpunt Dutemple met 8,5 kilometer verlengd langs een oude spoorbaan naar Denain.

## Voorgeschiedenis
Doordat de capaciteit en kwaliteit van het busvervoer zijn grenzen had bereikt werden in de jaren negentig nieuwe vervoerstechnieken onderzocht. Aanvankelijk werd gedacht aan een volautomatische metro van het type 
Véhicule Automatique Léger (VAL) maar daarvan waren de kosten veel te hoog. Daarna werd de aanleg van aparte busbanen overwogen en in 1994 werden de eerste studies over de aanleg van een tram uitgevoerd. In februari 1998 werd dit project door de staat onderzocht en in maart 1998 besloot de openbaarvervoerautoriteit SITURV, gevormd door de Communauté d'agglomération Valenciennes Métropole en de Communauté d'agglomération de la Porte du Hainaut de eerste tramlijn aan te leggen. Naast verbetering van het openbaar vervoer moest de tram ook bijdragen aan de veranderde stad na het verdwijnen van de zware industrie en herontwikkeling van de voormalige industriële wijk Croix d'Anzin en volkswijken zoals La Briquette verbinden.
De eerste fase van tweede tramlijn 2 is grotendeels op enkelspoor aangelegd en loopt vanaf Pont Jacob samen met tramlijn 1 tot het eindpunt Université door het stadscentrum. Er is 16,5 km tramspoor van Anzin naar Vieux-Condé grotendeels langs de weg RD 935 aangelegd. Deze lijn werd geopend voor de exploitatie op 24 februari 2014 na twee maanden proefrijden.
Het tramnet bestaat uit twee lijnen van samen 33,8 kilometer en 48 haltes.
De tram en de stadsbus werden geëxploiteerd door Transdev (waartoe ook het Nederlandse Connexxion behoort) dochter Transvilles in opdracht van de regionale vervoersautoriteit SITURV (Syndicat Intercommunal pour les Transports Urbains de la Région de Valenciennes). Vanaf 1 januari 2015 wordt het Transvilles OV-net geëxploiteerd door RATP Dev, een dochtermaatschappij van de RATP, het Parijse OV-bedrijf.

## Verleden
Van 1881 tot 1966 hebben metersporige trams gereden in de stad en omgeving. In 1914 begonnen de eerste elektrische trams te rijden met een stroomvoorziening door middel van 600 V gelijkstroom. Het tramnet had in Quiévrain aansluiting met de Belgische buurtspoorwegen en in Saint-Amand-les-Eaux met de buurtspoorlijn naar Hellemmes (voorstad van Rijsel). Het stadsnet en de regionale lijnen werden geëxploiteerd door de CEN (Chemins de fer économiques du Nord), een maatschappij van de Belgische baron Édouard Empain. In 1950 omvatte het netwerk 60 km dubbelsporige lijnen en werd nog steeds bestudeerd voor de aanleg van een nieuwe lijn van ongeveer 4 km, die Aulnoy-lez-Valenciennes met Valenciennes zou hebben verbonden, via nieuwe lanen die werden aangelegd in het kader van de naoorlogse wederopbouw. In oktober 1961 begon de geleidelijke omschakeling naar busvervoer met de indienststelling van de buslijn Saint-Waast - La Briquette. Daarna werden de overblijvende lijnen stelselmatig verbust en op 3 juli 1966 maakte de tram, bijgenaamd het "Gele Gevaar" door zijn tegenstanders, zijn laatste rit in en rond Valenciennes en maakte plaats voor bussen, een populair vervoermiddel in die tijd, maar vooral voor de auto. In Frankrijk waren er toen alleen nog enkele tramlijnen in Lille, Saint-Etienne en Marseille.    

### Oud tramnet

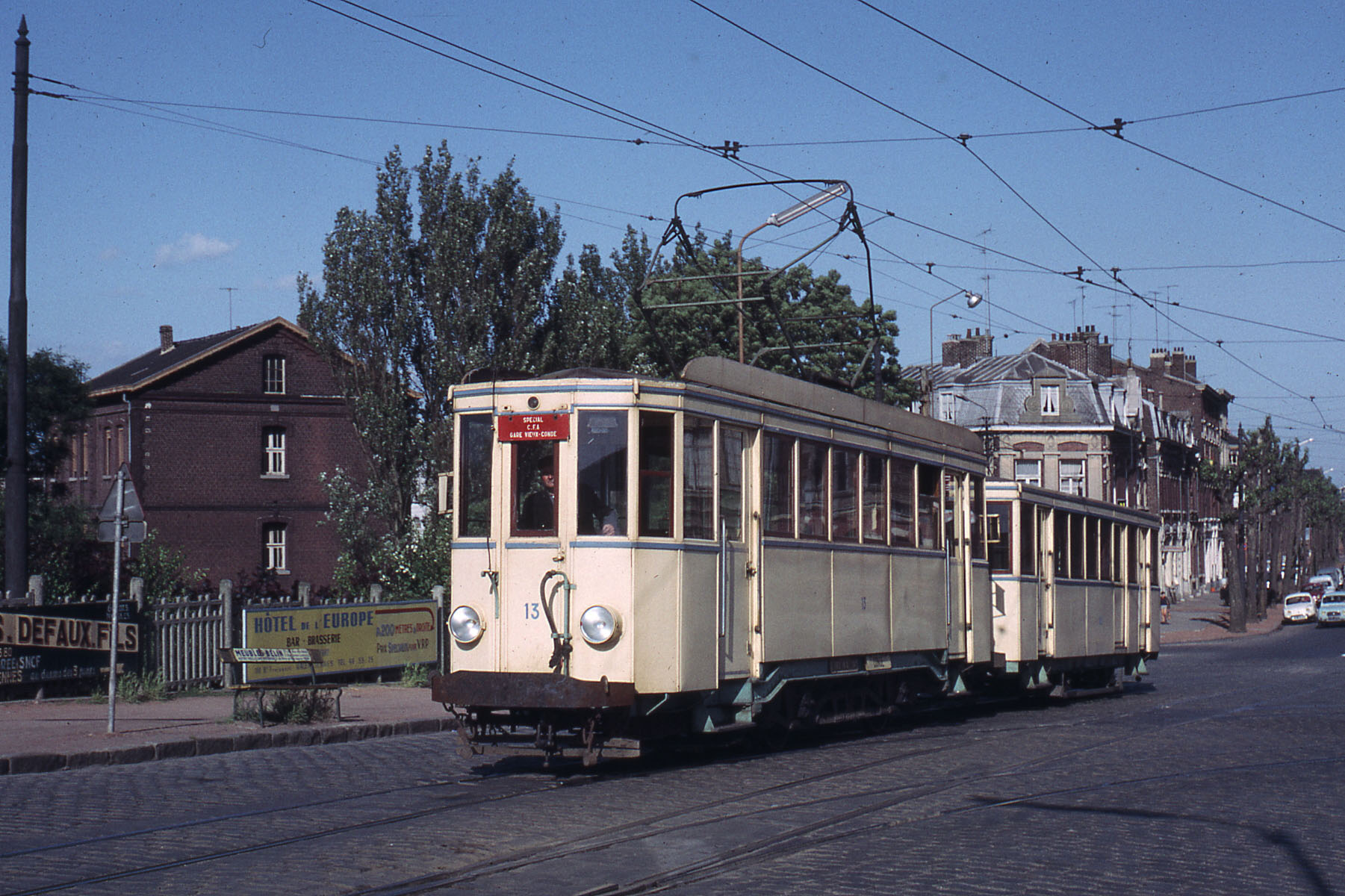
Tram oude bedrijf in 1965

Het tramnet bevatte de volgende streeklijnen vanuit Valenciennes:
- Valenciennes – Rouvignies – Wavrechain-sous-Denain – Denain – Lourches
- Valenciennes – Anzin – Raismes – Saint-Amand-les-Eaux
- Valenciennes – Anzin – Bruay-sur-l'Escaut – Escautpont – Fresnes-sur-Escaut – Condé-sur-l'Escaut. Vandaar gaat een tak verder naar Bon-Secours aan de Belgische grens en de andere tak gaat naar Hergnies.
- Valenciennes – Saint-Saulve – Onnaing – Blanc-Misseron – Quiévrain (België)

In de stad Valenciennes zelf waren er twee stadslijnen naar:
- Marly-les-Valenciennes
- Saint-Waast

## Toekomst
De tweede fase van tramlijn 2 voorzag in de aanleg van een 12,5 kilometer traject vanaf "Marché aux Herbes" in het centrum van Valenciennes naar Crespin. Deze lijn zal grotendeels lopen langs de route van de RN 30 om daarna vanaf het begin van Onnaing de oude spoorlijn te volgen. De dorpskernen van Crespin en Quiévrechain zullen bediend worden met aansluitende buslijnen vanuit het trameindpunt op de oude spoorlijn dicht bij het oude station Blanc-Misseron. De mogelijkheid is hierdoor opengehouden om later de tramlijn te verlengen naar het Belgisch spoorstation van Quiévrain.
In 2013 is besloten dit tracé als busbaan aan te leggen.

## Materieel
De tramdienst wordt uitgevoerd met dertig lagevloertrams van het type 302 Citadis.

## Netwerk en dienstregeling

Kaart klopt niet helemaal: de tramlijnen komen een halte eerder samen in Pont Jacob

Om de tramlijn te kunnen inpassen in de vrij nauwe bebouwde departementale weg naar Vieux-Condé is het traject grotendeels enkelsporig aangelegd. Op de middenberm is meestal alleen plaats voor een spoor. Er is voor gekozen om het oude parallel liggende spoortracé niet te gebruiken daar deze buiten de bebouwing ligt en dit grotere loopafstanden voor de meeste potentiële reizigers zou betekenen. Het enkelsporig traject naar Vieux-Condé met de vele kruisingen laat een frequentie van een tram om de twaalf minuten toe voor de tramlijn 2. Dat is dan ook de basisfrequentie tijdens de schoolweken, maandag tot en met zaterdag voor zowel tramlijn 1 en 2. (Op het gezamenlijk traject is er een zes minutendienst). Tijdens de schoolvakanties wordt de frequentie op tramlijn 2 gehalveerd naar een 24 minutendienst en die op de tramlijn 1 gereduceerd tot een kwartierdienst. Op zondag rijden er nog minder trams. De trams beginnen vroeg te rijden maar de tram en busdienst wordt omstreeks negen uur avonds beëindigd.
De talrijke scherpe bochten, verkeerskruisingen, vele enkelspoorwissels voor kruisingen die alleen met lage snelheid genomen kunnen worden, zorgen voor veel snelheidsbeperkingen op de tramlijn naar Condé. Daarentegen heeft de tram bijna overal een eigen vrije baan en heeft voorrang op het autoverkeer. Hiervoor zijn slagbomen en verkeerslichten geplaatst. Tramlijn 1 naar Denain die grotendeels op een oude spoorbaan is aangelegd heeft heel andere eigenschappen: dubbelsporig, rechtlijnig met alleen flauwe bochten en langere afstanden tussen haltes. De grootste afstand tussen twee haltes is 3,17 km tussen de halte Solange Tonini en Le Galibot. De rijsnelheid is aanzienlijk hoger. Het gemeenschappelijk deel naar de universiteit heeft de tracé eigenschappen van een Franse moderne tram door de stad, waar af en toe de straat wordt gedeeld met het overige verkeer.

## Referentie
1. ↑  Vanaf de opening tot in 2014 tramlijn A genoemd
2. ↑  www.urbanrail.net
3. ↑  ratp-dev to operate the greater valenciennes region public transport network
4. ↑  Op de rails, 2010-11
5. ↑  www.transvilles.com
6. ↑  Het is wel een bewuste keuze om veel parkeerplaaten te behouden
7. ↑  Hoewel de trams 80 km/u kunnen rijden zijn snelheidsbeperkingen opgelegd van 50 km/u. (juni 2015, geen idee of dit tijdelijke beperkingen zijn)